# 唐·西蒙
唐·西蒙（英語：Don Symon，1960年5月20日—），新西兰男子赛艇运动员。他曾代表新西兰参加1984年夏季奥林匹克运动会赛艇比赛，获得男子四人单桨有舵手铜牌。